# Bioeconomía (ciencia económica)
La Bioeconomía o Economía Biológica es una forma de clasificación del conocimiento de la teoría económica (o parte de la teoría), que nos permite ordenar su análisis e información estableciendo relaciones disciplinarias o comprender su interdisciplinariedad con las Ciencias de la vida o Biología en términos generales. Aglomera estudios de la ciencia económica que estudian la economía con los teorías, métodos y datos de la biología para describir, explicar y comprender los fenómenos económicos. 

## Campos internos dentro de la Bioeconomía
- Neuroeconomía
- Economía del comportamiento
- Economía ecológica (que circunscribe la Economía de la biodiversidad[4])
- Economía ambiental
- Economía de recursos naturales
- Genoeconomía[5]
- Economía demográfica
- Economía de género
- Psicología económica (o Psicoeconomía)
- Macroeconomía de las epidemias (o Economía de la pandemias)[6]
- Economía agrícola
- Economía Pesquera[7][8][9]
- Psicología del consumidor
- Economía de la salud
- Farmacoeconomia
- Economía evolucionista

## Revistas especializadas
- Journal of Bioeconomics (Springer)[10]
- Journal of Bioeconomics (ScimagoJR). [1]

## Bioeconomía descriptiva
La Bioeconomía descriptiva o Bioeconomía (Sector económico) consiste en describir la actividad económica que se derivada de la producción de recursos biológicos renovables y la conversión de estos recursos y los flujos de residuos en productos con valor añadido, como piensos, bioproductos o bioenergía. 
- Botánica económica
- Ecología industrial
- Microbiología industrial
- Geología económica
- Evaluación de impacto ambiental
- Ecología urbana
- Ingeniería ambiental
- Ecodiseño
- Arquitectura sustentable
- Energía sostenible
- Agricultura sostenible
- Energía renovable

## Bioeconomía normativa
- Desarrollo sostenible
- Conservación ambiental
- Gobernanza de los recursos naturales
- Gestión de los recursos naturales
- Sostenibilidad
- Ciencia de la sostenibilidad
- Educación para el desarrollo sostenible
- Premio Planeta Azul

### Bioeconomía normativa de potencialidad ambiental
- Economía verde
- Economía azul

### Bioeconomía normativa empresarial
- Responsabilidad social corporativa
- Criterios ESG
- Cumplimiento normativo
- Ética de los negocios

### Bioeconomía normativa de propuestas de gestión de la naturaleza
- Economía de rosquilla
- Límites planetarios
- Objetivos de Desarrollo Sostenible
- Economía circular

### Informes importantes de bioeconomía normativa
- Los límites del crecimiento, liderado por Donella Meadows.
- Informe Brundtland, liderada por Gro Harlem Brundtland.
- Evaluación de los Ecosistemas del Milenio (MA)
- La economía de los ecosistemas y la biodiversidad (TEEB), liderado por Pavan Sukhdev.
- Informe Stern, liderado por Nicholas Stern.
- Informe Dasgupta (The Economics of Biodiversity: The Dasgupta Review), liderado por Partha Dasgupta.
- Informes del Grupo Intergubernamental de Expertos sobre el Cambio Climático (IPCC).
- Informes de la Plataforma Intergubernamental Científico-normativa sobre Diversidad Biológica y Servicios de los Ecosistemas (IPBES).

## Bioeconomía normativa pesimista
- Decrecimiento o economía post-crecimiento.
- Economía del estado estacionario y Economía de estado decreciente.